# 板倉真由子
板倉 真由子（いたくら まゆこ、1977年12月19日 - ）は、日本中央競馬会（JRA）に所属の元騎手、元調教助手で現在は厩務員。女性。山口県下関市出身。

## 経歴
中学生の頃に乗馬を始め、2年生の春にトウカイテイオーが優勝した皐月賞をテレビ観戦したことをきっかけに騎手を志す。
中学卒業後に競馬学校騎手課程を受験するも二次試験まで通過したが最終試験で不合格。この年の合格者にはJRA史上初の女性騎手となる牧原由貴子（現姓・増沢）、細江純子、田村真来が含まれており、「史上初」と「競馬学校花の12期生」の一員を逃す結果となった。
翌年再受験し合格。騎手課程第13期生として入学した。同期には武豊の実弟・武幸四郎や、勝浦正樹、板倉と同世代の武士沢友治、同じく女性の押田純子らがいる。また、この時は板倉や武士沢と同世代の柴山雄一も2度目の入学試験を受けていたが、不合格となった。
1997年に競馬学校を卒業、美浦トレーニングセンターの石栗龍雄厩舎所属となる。同年3月1日に中山競馬第2競走でデビューを迎え、ユキノシラギクに騎乗し9着。初勝利は同期生の中で最も遅く、翌1998年10月24日、トロピカルストームに騎乗した福島競馬第1競走で挙げた。この間、日本の女性騎手として初めて障害競走での騎乗も経験している。
しかし以後は騎乗数にも恵まれず、これが騎手生活で唯一の勝利となった。2001年11月30日をもって騎手を引退。通算成績は246戦1勝（うち障害5戦0勝）。以降は美浦の前田禎厩舎の調教助手を経て、手塚貴久厩舎で調教厩務員を務めている。